# Alexander Baumgartner
Alexander Baumgartner, född 27 juni 1841, död 5 september 1910, var en schweizisk romersk-katolsk litteraturhistoriker. Han var son till Gallus Jakob Baumgartner.
Baumgartner var medutgivare av den kända katolska tidskriften Stimmen aus Maria-Laach i Luxemburg. Han skrev bland annat Longfellows Dichtungen (1878), Nordische Farhten (1889-90) och Goethe (1885-86, 3:e upplagan 1913). Han påbörjade även det ofullbordade litteraturhistoriska översiktsverket Geschichte der Weltliteratur (7 band, 1897-1911).